# نه به جمهوری اسلامی
نه به جمهوری اسلامی یک کارزار سیاسی با پشتوانهٔ بیانیهٔ بیش از ۶۴۰ نفر از مخالفانِ نظام جمهوری اسلامی از طیف‌های مختلف سیاسی است. این بیانیه را صدها فعال سیاسی، کنشگر مدنی، فرهنگی، هنرمند و ورزشکار امضا کرده‌اند. کاربران در شبکه‌های اجتماعی از این کارزار استقبال کردند. این کارزار رویکرد خیمه بزرگ دارد و دارای تنوع گروه‌ها و چهره‌ها با ایدئولوژی‌های مختلف است.

## متن بیانیه
نویسندگان این بیانیه تأکید کردند که «فریاد نه به جمهوری اسلامی در جای‌جای ایران طنین‌افکن شده‌است» و «این صدای مردمی است که عزم جزم کرده‌اند تا بساط جمهوری اسلامی، این مانع اصلی دستیابی به آزادی، رفاه، دموکراسی، پیشرفت و حقوق بشر را برچینند».
در این بیانیه تأکید شده که «گسترش کارزار نه به جمهوری اسلامی در پیوند با دیگر حرکت‌های سیاسی و مدنی، نویدبخش هم‌سویی و هم‌گرایی بیشتر مبارزات آزادیخواهانه و عدالت‌جویانه مردم ایران برای رهایی از حکومتی ضدبشری است.»
در انتهای این بیانیه خطاب به مردم ایران آمده‌است: «بیاییم خواست نه به جمهوری اسلامی را محور همبستگی ملی قرار دهیم تا با برپایی جنبشی بزرگ و فراگیر، خاک ایران‌زمین را برای همیشه از فقر و نکبت این رژیم سیاه و فاسد، پاک کنیم.»

## امضاکنندگان
در میان امضاکنندگان این بیانیه، اسامی شخصیت‌های سرشناسی همچون رضا پهلوی، فرح پهلوی، شاهین نجفی، داریوش اقبالی، شهریار آهی، بابک امینی، فرامرز اصلانی، اسماعیل خوئی، آرامش دوستدار، سندی، ابی، لیلی بازرگان، علیرضا بدیعی، سام رجبی، مرتضی برجسته، حسن ستار، شهبال شب‌پره، مصطفی عرب، گوگوش، حمید طالب‌زاده، اسفندیار منفردزاده و شهلا انتصاری به چشم می‌خورد.
مدتی بعد تعداد امضاکنندگان بیانه به ۱۴۰۰ نفر رسید.

## بازتاب در موسیقی
شاهین نجفی خواننده ایرانی ساکن آلمان در تاریخ ۲۳ اسفند ۱۳۹۹، پس از پیوستن به این کارزار به همراه لیلی بازرگان و تبرئه سرودی را با عنوان «NO2IR» و هشتگ #نه_به_جمهوری_اسلامی منتشر کرد. او در توضیح این سرود نوشته‌است که «این یک قطعهٔ هنری نیست. این سرود فریادی علیه استبداد دینی حاکم بر ایران است.»

## مخالفان
عبدالله مؤمنی، فعال اصلاح‌طلب، در مصاحبه با بی‌بی‌سی فارسی به تاریخ ۲۵ مه ۲۰۲۱ گفت:
«با کسانی که در خارج از کشور هستند و از عدم شرکت در انتخابات حرف می‌زنند، هیچ مبنای مشترکی ندارم. چون آنها تحت لوای خواسته‌ایی به‌نام «نه به جمهوری اسلامی»، تدارک بحث عدم شرکت در انتخابات ۱۴۰۰ را می‌بینند، بنده چنین مبنایی ندارم.»